# João Havelange
João Havelange, celým jménem Jean-Marie Faustin Goedefroid de Havelange (8. května 1916 Rio de Janeiro – 16. srpna 2016 tamtéž) byl brazilský sportovec, sportovní funkcionář, právník a politik, zastávající v letech 1974 až 1998 funkci předsedy FIFA.
Pocházel z rodiny zámožného obchodníka se zbraněmi belgického původu, vystudoval práva na Universidade Federal Fluminense a působil ve vedení dopravní společnosti Viação Cometa. Od dětství byl aktivním sportovcem, startoval na olympiádě 1936 v plavání na 400 metrů a 1500 metrů volným způsobem, kde nepostoupil z rozplaveb. S brazilským týmem vodních pólistů skončil na olympiádě 1952 na třináctém místě a získal stříbrnou medaili na Panamerických hrách 1951.
Vedl brazilskou výpravu na olympiádě 1956, byl předsedou Brazilské plavecké federace, roku 1958 byl zvolen předsedou Confederação Brasileira de Desportos a v roce 1963 se stal členem Mezinárodního olympijského výboru, kde zasedal do roku 2011. V roce 1974 porazil ve volbách předsedy FIFA úřadujícího Stanleyho Rouse: „Snad jsem se nedopustil tolika chyb, aby mi nemohlo být odpuštěno...“ končil Stanley Rous své předvolební vyznání. Joao Havelange byl ráznější i podnikavější. Objel předtím téměř celý svět. Všude předkládal své plány, všude si získával přízeň. A kdo už poznal tohoto brazilského multimilionáře, skvělého řečníka a obratného politika, ten pochopí, že mu nedalo mnoho práce, aby si tuto přízeň opravdu získal.
Byl jediným mimoevropským předsedou v historii FIFA; funkci zastával 22 let, což je druhé nejdelší působení po Julesi Rimetovi. Prosadil rozšíření počtu účastníků mistrovství světa ve fotbale z šestnácti na čtyřiadvacet a pak dvaatřicet zemí, během jeho mandátu vzniklo Mistrovství světa ve fotbale hráčů do 20 let, Mistrovství světa ve fotbale hráčů do 17 let, mistrovství světa ve fotbale žen a Konfederační pohár FIFA Podporoval rozvoj fotbalu ve Třetím světě (počet členů FIFA vzrostl v jeho funkčním období ze 142 na 204 zemí), díky sponzorské smlouvě s Coca-Colou a prodeji vysílacích práv učinil z FIFA mimořádně výdělečný podnik, byl však také obviněn z rozsáhlé korupce, na níž se údajně podílel se svým zetěm Ricardem Teixeirou, šéfem Brazilské fotbalové konfederace.
V roce 1998 předal funkci předsedy FIFA Seppu Blatterovi, do roku 2013 byl čestným předsedou, pak rezignoval ze zdravotních důvodů. Byl mu udělen Řád Čestné legie, Řád prince Jindřicha a Řád za zásluhy FIFA. V Riu de Janeiru se podle něj jmenuje stadion Estádio Olímpico João Havelange, kde se konaly soutěže Letních olympijských her 2016.

## Vyznamenání
| Stát        | Stuha                   | Název                                                                              | Datum udělení      |
| ----------- | ----------------------- | ---------------------------------------------------------------------------------- | ------------------ |
| Brazílie    |                         | Řád za speciální zásluhy ve sportu                                                 |                    |
| Brazílie    | Medaile Řádu Rio Branco |                                                                                    |                    |
| Francie     |                         | Rytíř Řádu čestné legie                                                            |                    |
| Itálie      |                         | Rytíř velkokříže Řádu zásluh o Italskou republiku                                  | 3. listopadu 1984  |
| Portugalsko |                         | Komandér Ordem da Instrução Pública                                                | 1. září 1960       |
| Portugalsko |                         | Komandér Řádu prince Jindřicha                                                     | 28. února 1961     |
| Portugalsko |                         | Velkodůstojník Ordem da Instrução Pública                                          | 13. listopadu 1963 |
| Portugalsko |                         | Velkokříž Řádu za zásluhy                                                          | 21. června 1991    |
| Rakousko    |                         | Velká čestná dekorace ve stříbře Čestného odznaku Za zásluhy o Rakouskou republiku | 2003               |
| Španělsko   |                         | Rytíř velkokříže Řádu Isabely Katolické                                            |                    |
| Švédsko     |                         | Rytíř I. třídy Řádu Vasů                                                           |                    |